# Anatoli Moguiliov
Anatoli Vladímirovich Maguilov o Moguiliov (en ucraniano: Анатолій Володимирович Могильов, en ruso: Анатолий Владимирович Могилёв; Petropavlovsk-Kamchatsky, República Socialista Federativa Soviética de Rusia, Unión Soviética, 6 de abril de 1955) es un político ucraniano de origen ruso. Ha sido ministro del Interior de Ucrania de 2010 a 2011 y primer ministro de Crimea de 2011 a 2014.

## Biografía
Maguilov nació en 1955 en Petropavlovsk-Kamchatsky, en el seno de una familia de militares soviéticos. En 1977 se graduó en Física por la Universidad Pedagógica Estatal de Donbás, ejerciendo durante varios años como maestro de secundaria.
En 1982 ingresó en la policía, donde fue progresivamente escalando posiciones. En 1993 se graduó en Derecho por la Academia militar del Ministerio del Interior de Ucrania. En 1995 fue nombrado jefe de la oficina del Ministerio del Interior de Ucrania en Artemivsk (óblast de Donetsk), cargo equivalente al de director del departamento de policía en la ciudad. De 2000 a 2005 ejerció el mismo cargo en Makiivka (óblast de Donetsk).
En 2007 fue nombrado jefe de la oficina del Ministerio del Interior y mayor general de la policía de Ucrania en la República Autónoma de Crimea, así como viceministro del Interior. Durante su mandato al frente de la policía crimea fue acusado de violar los derechos de la minoría tártara de la península. Fue especialmente criticado por el exceso de violencia policial en un desalojo y derribo de asentamientos tártaros en Ai-Petri, Yalta, en noviembre de 2007. A finales de ese año se vio obligado a dimitir como jefe de la policía crimea tras un escándalo de corrupción. Tras dejar el cargo, publicó un artículo en el Krymskaya Pravda especialmente crítico contra la comunidad tártara de Crimea, acusándolos de colaboracionistas de Hitler y justificando las deportaciones durante el estalinismo.
A finales de 2009, durante las elecciones presidenciales ucranianas, encabezó la campaña electoral de Víktor Yanukóvich en la península de Crimea, vulnerando la normativa que prohibía participar en política a los funcionarios del Ministerio. Este hecho le llevó a ser despedido por el entonces ministro del Interior ucraniano, Yuri Lutsenko.
Tras ganar Yanukóvich las elecciones, el 11 de marzo de 2010 nombró a Maguilov como ministro del Interior del gobierno presido por Mikola Azarov. Aunque el Bloque Nuestra Ucrania-Autodefensa Popular y el Bloque Yulia Timoshenko solicitaron su dimisión en la Rada Suprema, por justificar el Sürgün, la petición no prosperó al obtener únicamente el apoyo de 141 de los 408 diputados.
Ocupó la cartera de Interior hasta el 7 de noviembre de 2011, cuando fue elegido por Yanukóvich para suceder al fallecido Vasyl Dzharty como primer ministro (oficialmente, presidente del consejo de ministros)  de la República Autónoma de Crimea. Su nombramiento se formalizó un día después, tras ser refrendado por el Consejo Supremo de Crimea. Paralelamente, ese mismo mes fue elegido presidente del Partido de las Regiones en la península.
El 27 de febrero de 2014, en el marco de la crisis de Crimea y con el parlamento ocupado por fuerzas armadas prorrusas, Maguilov y todo su gobierno fueron objeto de una moción de censura, resultando destituidos por 55 votos a favor de los 64 diputados presentes en el pleno. En su lugar, la cámara eligió a Serguéi Aksiónov como nuevo jefe del ejecutivo crimeo. El presidente en funciones de Ucrania, Oleksandr Turchínov decretó el relevo como «inconstitucional».